# Kamond
Kamond község Veszprém vármegyében, a Devecseri járásban található.

## Fekvése
Kamond Veszprém vármegye nyugati peremén, a Marcal folyó árterének szegélyére települt, abból néhány méternyire kiemelkedő település. Két eredetileg különálló településrésze Nagykamond és az attól északra fekvő Kiskamond, mára a két községrész belterületei gyakorlatilag összeértek.
A szomszédos települések: észak felől Nagypirit, kelet felől Kerta, délkelet felől Kisberzseny, dél felől Zalaszegvár, délnyugat felől Karakó, nyugat felől Kemenespálfa, északnyugat felől pedig Boba.

### Megközelítése
A község legfontosabb közúti megközelítési útvonala a 8-as főút, amely a közigazgatási területének déli szélén halad el, ezen közelíthető meg a legegyszerűbben az ország keletebbi részei, illetve Vas vármegye felől is. Tényleges elérését a 8-asból észak felé itt kiágazó 8403-as út, illetve annak belterületi folytatásaiként a 84 118-as és 84 119-es számú mellékutak teszik lehetővé, utóbbin érhető el északról, Boba irányából is.

## Története
A régészek számos őskori edénytöredéket, római kori kőépítkezés maradványokat és Árpád-kori temetkezési helyet tártak fel. A régen mocsárral körülvett Nagyváralján (Várhely-dombon) földvár állt. Kamond szláv eredetű szó, jelentése kő, szirt. A szláv jelentésű szóból következtethető, hogy a falu a honfoglaláskor is állt már és lakott volt. A Dunától délre, a Dunántúl déli részétől a Répce, Marcal, Bakony, Sárvíz és a Duna árterülete által alkotott területen helyezkedett el a szlávok alapította Pribina-hercegség. A szlávok uralmát ezen a területen a magyar honfoglalás semmisítette meg, Kamond is ekkor kerülhetett magyar fennhatóság alá. Oklevélben Kamondot először 1062-ben említik. A tatárjárás 1241–42-ben teljesen elpusztította a falut. A újratelepülés lassan zajlott. A 15. században már különálló volt a két község.

### Kiskamond
Kiskamond a század elején a pannonhalmi apátság tulajdonában volt, de a század közepén már Choron Mártoné. 1457-ben Barócs Mihályé, 1465-ben pedig a Dégieké. 1488-ban a neve Felsew Kamond. Az adólajstrom szerint Kinizsi Pálnak is volt itt birtoka. 1550-ben a települést I. Ferdinánd a Kamondi-családnak adományozta, kisebb birtokrészekkel azonban a nemesek is rendelkezhettek már. A neve 1603-ban Kis Kamond. E falu is beleesett Batthyány Ádám dunántúli főkapitány hadiövezetébe, ezért a török elleni harcot vállaló parasztok szabadságot élveztek. 1657-ben és 1660-ban erre a szabadságra hivatkoztak, amikor megtagadták a tized fizetését a győri püspöknek. E „hadirend” közül többen megszerezték eredeti paraszttelkeiket és a nemesség soraiba kerültek. A neve 1715-ben Nemes Kamond, 1788-ban pedig Felső seu Kis Kamond. 1779-től tartozik a Veszprémi püspökségbe (Mária Terézia rendelete). 1785-ben és 1828-ban a nemességé a vezető szerep a társadalmában. Főként föld- és szőlőműveléssel foglalkoztak.

### Kamond anapóleoni háborúkban
1809. június 7–8-án az Andrássy-dandár Jánosháza, Karakó, Kamond és Dabróka-puszta térségében utóvédharcokat folytatott a francia Itáliai Hadsereg V. MacDonald-hadtestének előretolt csapatai ellen. A cél az volt, hogy az Itáliából harcolva visszavonuló osztrák–magyar csapatok IX. hadtestének három hadosztályát fedezzék visszavonulás közben, amíg azok Tüskevárról – Pápán át – Győrig érnek. Június 11-én a francia támadás egészen Borsosgyőrig vetette vissza az Andrássy-dandárt. A lakosság létszáma 1828-ban 296, 1851-ben pedig 350 fő volt.
A kiskamondiak az 1848–49-es szabadságharcban adományokat gyűjtöttek a szabadságharc részére. Kiskamondi nemzetőrök harcoltak a Dráva-vonal védelmében. 1910-ben a lakosság fele, 1941-ben pedig 25%-a volt nincstelen. Az 1945. március 26-i szovjet megszálllás előtt egy 200 holdon felüli birtok volt a községben.

### Nagykamond
Nagykamond neve 1531-ben Alsókamond, 1544-ben pedig Nagy-Kamond volt. 1730-ban gróf Erdődy György és László földesurakkal megkötötték szerződésüket a török pusztítás után a nagykamondi pusztára települt úrbéresek. A szerződésből ítélve szervezett telepítésről lehetett szó, valószínűleg Nagy-Kamond sokáig lakatlan volt. A falu később is az Erdődy család birtokában maradt. Az Erdődyek római katolikus – feltehetőleg sváb – hospesekkel telepítette be, azzal a kikötéssel, hogy a faluba csak római katolikus pap költözhet be. Népesedése lassú volt, a megélhetési források rendkívül szegényes volta miatt. Az iskola rektora 1771-ben Dömötör János volt, akinek egyetlen tanulóját sem tudták összeírni, mert a szülők nem küldték iskolába a gyerekeiket. 1779 óta – Kiskamondhoz hasonlóan, Mária Terézia rendeletére – a Veszprémi püspökséghez tartozik. 1788-ban Alsó seu Nagykamond néven említették a falut.
Lakossága 1828-ban 320, 1851-ben pedig 345 fő volt. Mint agrárfalu, a paraszti jobbágyok terheit viselte, tizedet a győri püspöknek szolgáltatott. A lakosok a Marcal folyóban halásztak, amiért bért fizettek. A község urai egészen a második világháború végéig az Erdődyek maradtak; 1935-ben a 2663 holdas határ több mint fele, 1521 hold volt a tulajdonukban. Az előnytelen birtokmegosztás miatt nagyszámú agrárproletár-réteg alakult ki. 1910-ben a mezőgazdaságból élők a lakosság 54,7%-át tették ki. 1927-ben 532 magyar ajkú lakója volt. Ekkor – 50 kisiparos és 21 egyéb foglalkozású kivételével – mindannyian a mezőgazdaságból éltek.

### Egyesülés
A mai Kamond 1954. november 1-jével jött létre, a jobbágyközségnek számító Nagykamond és a nemesi községnek minősülő Kiskamond egyesülésével. A jelentős vagyoni és vallási különbségek miatt az egyesülésre csak ezek megszüntetését követően, a második világháborút követő kommunista hatalomátvétel után kerülhetett sor. 1969-ben Kamondot 823 lelkes községként tartották számon az ajkai járásban.
A lakosság nagyobb része a termelőszövetkezetben dolgozott, amely az 1959. március elején alakult kiskamondi Kinizsi és a nagykamondi Marcalvölgye termelőszövetkezetek egyesítéséből keletkezett, 1962. január 1-jén. A termelőszövetkezet 2056 holdon, 148 taggal gazdálkodott. Egy kavicsbányát is üzemeltettek. A falun kívül mintegy 40 fő dolgozott, főleg Kertán és Ajkán. 1974-ben a szövetkezet egyesült a kertai Jóbarátság Termelőszövetkezettel.
Magyar Károly korábbi főispán egykori itteni kastélyában szociális otthont létesített az állam 1958. december 1-jén (1980-ban 142 gondozott élt itt). Az otthon kevés állattal, földdel és kertészettel rendelkezett, ma már pszichiátriai otthonként üzemel. 1958–60 között művelődési házat építettek, amelyet Gárdonyi Gézáról neveztek el. Akkor még ez az épület adott helyet a községi tanácsnak, az orvosi rendelőnek és a könyvtárnak. Az áramot 1937–38-ban vezették be. 1978-ban társadalmi munkában sportpályát építettek. A gyermekek a kertai és a bobai általános iskolában tanulnak.
Természetvédelmi terület is található a településen.

## Közélete

### Polgármesterei
- 1990–1994: Szabó József (független)[4]
- 1994–1998: Szabó József (független)[5]
- 1998–2000: Szabó József (független)[6]
- 2001–2002: Oláh Zoltán (független)[7][8]
- 2002–2006: Oláh Zoltán (független)[9]
- 2006–2007: Tar Sándor (független)[10]
- 2007–2010: Asbóth Szabolcs (független)[11]
- 2010–2014: Asbóth Szabolcs Zoltán (független)[12]
- 2014–2019: Asbóth Szabolcs Zoltán (független)[13]
- 2019–2024: Asbóth Szabolcs (független)[14]
- 2024– : Bódis Csaba (független)[1]

A településen 2001. január 28-án időközi polgármester-választást (és képviselő-testületi választást) tartottak, az előző képviselő-testület önfeloszlatása miatt.
2007. április 15-én újból időközi polgármester-választást kellett tartani Kamondon, ezúttal az addigi faluvezető lemondása okán.

## Népesség
A település népességének változása:
| Lakosok száma | 430  | 441  | 430  | 437  | 419  | 426  | 439  |
|               | 2013 | 2014 | 2015 | 2021 | 2022 | 2023 | 2024 |

A 2011-es népszámlálás során a lakosok 92,5%-a magyarnak, 19,6%-a cigánynak, 1,2%-a németnek, 0,5%-a románnak, 0,2%-a lengyelnek mondta magát (7,5%-uk nem nyilatkozott; a kettős identitások miatt az végösszeg nagyobb lehet 100%-nál). A vallási megoszlás a következő volt: római katolikus 54%, evangélikus 12,6%, református 4,7%, görögkatolikus 0,2%, felekezeten kívüli 6,8% (21,3% nem nyilatkozott).
2022-ben a lakosság 93,6%-a vallotta magát magyarnak, 7,4% cigánynak, 0,5% németnek, 0,2-0,2% románnak, szerbnek, örménynek és szlovénnek, 0,2% egyéb, nem hazai nemzetiségűnek (6,4% nem nyilatkozott; a kettős identitások miatt a végösszeg nagyobb lehet 100%-nál). Vallásuk szerint 28,6% volt római katolikus, 7,6% evangélikus, 1,9% református, 1,4% görög katolikus, 0,2% egyéb keresztény, 1% egyéb katolikus, 3,1% felekezeten kívüli (56,1% nem válaszolt).

## Nevezetességei
- Dr. Magyar Károly egykori kastélya
- Nagykamondi Római Katolikus templom
- Kiskamondi Evangélikus templom (1967)